# Chris Boardman
Chris Boardman (Hoylake, 26 augustus 1968) is een voormalig Brits wielrenner, bekend van de grote snelheid die hem vooral bij het tijdrijden te pas kwam.

## Carrière
Boardman brak door naar de wereldtop in 1992, toen hij op de Olympische Spelen van Barcelona goud haalde bij de achtervolging. In 1993 verbeterde hij voor het eerst het werelduurrecord op een aerodynamische fiets: 52,27 km.
In hetzelfde jaar startte hij zijn carrière als wegrenner. In 1994 won hij in Rijsel de proloog in de Ronde van Frankrijk, een prestatie die hij nog eens zou overdoen in 1997 (Rouen) en 1998 (Dublin). Deze drie prologen staan nog steeds in de top vier snelste aller tijden, met die van Rijsel als wereldrecord (55,152 km/u.). In 1996 verpulverde hij het werelduurrecord nog eens: 56,375 km. Tegelijkertijd verbeterde hij het wereldrecord achtervolging.
Toen Boardman in 2000 zijn succesvolle carrière wilde beëindigen, werden zijn werelduurrecords ongeldig verklaard omdat hij het record had verbeterd op een speciale tijdritfiets. Daarom trok hij dat jaar naar Manchester met hetzelfde type klassieke baanfiets waarmee Eddy Merckx in 1972 het record op zijn naam had staan: 49,431 km. Boardman verbeterde het werelduurrecord met tien meter meer: 49,441 km.

## Palmares

### Baanwielrennen
| Jaar        | BK            | WK            | Overig                                   |
| Als amateur | Als amateur   | Als amateur   | Als amateur                              |
| ----------- | ------------- | ------------- | ---------------------------------------- |
| 1989        | achtervolging |               |                                          |
| 1991        | achtervolging |               |                                          |
| 1992        | achtervolging |               |                                          |
| Als elite   |               |               |                                          |
| 1986        |               |               | Gemenebestspelen: · ploegenachtervolging |
| 1990        |               |               | Gemenebestspelen: · ploegenachtervolging |
| 1992        |               |               | Olympische Spelen: · achtervolging       |
| 1993        |               | achtervolging |                                          |
| 1994        |               | achtervolging |                                          |
| 1996        |               | achtervolging |                                          |

### Wegwielrennen

#### Overwinningen
1989 - 1 zege
Grand Prix de France (ITT)
1991 - 1 zege
Proloog Olympia's Tour
1993 - 4 zeges
GP Eddy Merckx (ITT)
Km del Corso Mestre (ITT)
Chrono des Herbiers (ITT)
Duo Normand (Koppeltijdrit)
1994 - 8 zeges
Proloog en 5e etappe (ITT) Ronde van Murcia
Proloog, 3e (ITT) en 7e etappe Dauphiné Libéré
5e etappe Ronde van Zwitserland (ITT)
Proloog Ronde van Frankrijk
 Wereldkampioen Tijdrijden, Elite
1995 - 4 zeges
4e etappe Vierdaagse van Duinkerken (ITT)
3e etappe B Ronde van de Oise (ITT)
6e etappe Midi Libre (ITT)
Proloog Dauphiné Libéré
1996 - 10 zeges
8e etappe B Parijs-Nice (ITT)
Eindklassement Internationaal Wegcriterium
3e etappe Vierdaagse van Duinkerken (ITT)
Proloog Dauphiné Libéré
2e etappe A Route du Sud (ITT)
GP Eddy Merckx (ITT)
Josef Voegeli Memorial (ITT)
Telekom Grand Prix  (Koppeltijdrit met Uwe Peschel)
GP des Nations (ITT)
Chrono des Herbiers (ITT)
1997 - 7 zeges
5e etappe B Ronde van Valencia (ITT)
Proloog en 6e etappe (ITT) Ronde van Romandië
Proloog Dauphiné Libéré
1e etappe B (ITT) en 5e etappe (ITT) Ronde van Catalonië
Proloog Ronde van Frankrijk
1998 - 8 zeges
Proloog en 1e etappe Prudential Tour
Proloog en 4e etappe (ITT) Dauphiné Libéré
1e B (ITT) en 5e etappe (ITT) Ronde van Catalonië
Proloog Ronde van Frankrijk
5e etappe Ronde van de Ain
1999 - 6 zeges
1e etappe Parijs-Nice (ITT)
3e etappe Internationaal Wegcriterium (ITT)
2e etappe B Prudential Tour (ITT)
Breitling Grand Prix (Koppeltijdrit met Jens Voigt)
Josef Voegeli Memorial (ITT)
Duo Normand (Koppeltijdrit)

#### Resultaten in voornaamste wedstrijden
| Jaar | Ronde van Italië | Ronde van Frankrijk | Ronde van Spanje |
| ---- | ---------------- | ------------------- | ---------------- |
| 1994 |                  | opgave (1)          |                  |
| 1995 |                  | opgave              |                  |
| 1996 |                  | 39e                 |                  |
| 1997 |                  | opgave (1)          | opgave           |
| 1998 |                  | opgave (1)          | opgave           |
| 1999 |                  | 119e                |                  |
| 2000 |                  |                     |                  |

| Jaar | Milaan-San Remo | Amstel Gold Race | Luik-Bast.‑Luik | Waalse Pijl |
| ---- | --------------- | ---------------- | --------------- | ----------- |
| 1994 |                 |                  |                 |             |
| 1995 |                 |                  |                 | 37e         |
| 1996 | 68e             |                  |                 |             |
| 1997 |                 |                  | 22e             | 72e         |
| 1998 |                 | opgave           | 80e             |             |
| 1999 |                 |                  | opgave          |             |
| 2000 |                 |                  | opgave          | 39e         |

1964: Jiří Daler ·
1968: Daniel Rébillard ·
1972: Knut Knudsen ·
1976: Gregor Braun ·
1980: Robert Dill-Bundi ·
1984: Steve Hegg ·
1988: Gintautas Oemaras ·
1992: Chris Boardman ·
1996: Andrea Collinelli ·
2000: Robert Bartko ·
2004: Bradley Wiggins ·
2008: Bradley Wiggins
Wielerploegen van Chris Boardman
Aubier ·
Bezault ·
Boardman ·
Boyer ·
Capelle ·
Casado ·
Claveyrolat ·
Colotti ·
Currit ·
Duclos-Lassalle ·
Garel ·
Gouvenou ·
Lance ·
Lemarchand ·
LeMond ·
Moreau ·
Rous ·
Seigneur ·
Simon
Aubier ·
Bezault (tot 30/06) ·
Boardman   ·
Boyer ·
Capelle ·
Claveyrolat ·
Colotti ·
Currit ·
Dojwa ·
Duclos-Lassalle ·
Garel ·
Gouvenou ·
Lance ·
Lemarchand ·
LeMond ·
Moreau ·
Rous ·
Seigneur ·
Hubert (stagiair)
Aubier ·
Boardman   ·
Capelle ·
Colotti ·
Currit ·
Deramé ·
Dojwa ·
Duclos-Lassalle ·
Gouvenou ·
Lance ·
Ledanois ·
Lemarchand ·
Moreau ·
O'Grady ·
Prétot ·
Rous ·
Seigneur ·
Vasseur ·
Conan (stagiair) ·
Langella (stagiair) · 

Sabatier (stagiair)
Boardman ·
Deramé ·
Desbiens (tot 15/06) ·
Gaumont (tot 15/06) ·
Heulot ·
Hubert ·
Ledanois ·
Lemarchand ·
Moncassin ·
Moreau ·
O'Grady ·
Pensec ·
Prétot ·
Rous ·
Rué ·
Seigneur ·
Simon ·
Vasseur ·
Bos (stagiair) ·
Hinault (stagiair) ·
Langella (stagiair) 
Boardman ·
Bos ·
Hinault ·
Hubert ·
Langella ·
Ledanois ·
Lemarchand ·
Moncassin ·
O'Grady ·
Pensec (tot 30/06) ·
Poli ·
Prétot ·
Rué ·
Simon ·
Sunderland ·
Teyssier ·
Vasseur ·
Vogels ·
Estadieu (stagiair) ·
Jenner (stagiair) 
Bäckstedt ·
Boardman ·
Bos ·
Gono ·
Hinault ·
Jenner ·
Langella ·
Moncassin ·
O'Grady ·
Perraudeau ·
Pétilleau ·
Poli ·
Prétot ·
Seigneur ·
Simon ·
Vasseur ·
Vogels ·
Voigt ·
Augé (stagiair)
Bäckstedt ·
Boardman ·
Delalande ·
Finot ·
Gono ·
Hinault ·
Jenner ·
Langella ·
Moncassin ·
Neuville ·
O'Grady ·
Pencolé ·
Perraudeau ·
Poli ·
Simon ·
Vasseur ·
Vogels ·
Voigt ·
Augé (stagiair) ·
Fédrigo (stagiair) ·
Hushovd (stagiair) ·
Poilvet (stagiair) 
Bäckstedt ·
Boardman ·
Fédrigo ·
Finot ·
Gono ·
Gougot ·
Hinault ·
Hushovd ·
Jenner ·
Julich ·
Langella ·
Morin ·
Neuville ·
O'Grady ·
Pencolé ·
Poilvet ·
Vaughters ·
Voigt ·
Fournier (stagiair) ·
Le Mével (stagiair) ·
Martin (stagiair) 
- Library of Congress Control Number: nb2015012009
- Virtual International Authority File: 316745095
- WorldCat: E39PBJg4pYYGXkYJ6ct7Y9tkDq